# النوبي (بعدان)

تعديل مصدري - تعديل

النوبي محلة تابعة لآل زياد الكلبي، التابعة لعزلة دلال بمديرية بعدان إحدى مديريات محافظة إب في الجمهورية اليمنية، بلغ تعداد سكانها 28 حسب تعداد اليمن لعام 2004.